# Robin Jensen
Robin Jensen, född 23 januari 1996, är en svensk före detta professionell ishockeymålvakt.